# 호암초등학교 (경기)
호암초등학교는 대한민국 경기도 의정부시에 있는 공립 초등학교이다.

## 학교 연혁
- 1947년 9월 1일 양주국민학교 호암분교장 인가
- 1958년 4월 1일 호암초등학교 개교
- 1959년 2월 13일 제1회 졸업식
- 2001년 12월 31일 본관 교실 증축 공사 완공
- 2005년 8월 26일 다목적 교실(호암관) 완공
- 2008년 10월 16일 학교 숲 가꾸기 3차년도 사업 완공
- 2008년 10월 20일 도서실 현대화
- 2009년 6월 30일 영어전용학습실 개관
- 2010년 3월 1일 제20대 박희양 교장 부임
- 2010년 3월 2일 과학정보특성화교, 위클레스 상담실 운영
- 2010년 4월 13일 학부모 상주실
- 2010년 9월 15일 별관 화장실 리모델링, 외벽도색, 옥상 방수 공사
- 2010년 12월 31일 사이버 가정학습 우수 운영교 표창
- 2011년 10월 5일 별관 교실 리모델링
- 2011년 10월 7일 과학실 현대화
- 2014년 2월 14일 제56회 졸업식(총8,984명)
- 2014년 3월 1일 초등23, 특수1학급 편성
- 2014년 3월 2일 돌봄교실 완공
- 2014년 7월 15일 운동장 놀이시설 설치
- 2014년 8월 24일 호암관 홈통공사
- 2014년 8월 25일 보차도 분리
- 2018년 12월 3일 별관-1층 급식실 차양막 설치